# الرجال الجدد (رواية)
الرجال الجدد (بالإنجليزية: The New Men) هي رواية من سلسلة روايات «غرباء وأخوة» للكاتب الإنجليزي سي بي سنو، نشرت عام 1954، عن دار نشر ماكميلان.